# Kerfslagproef

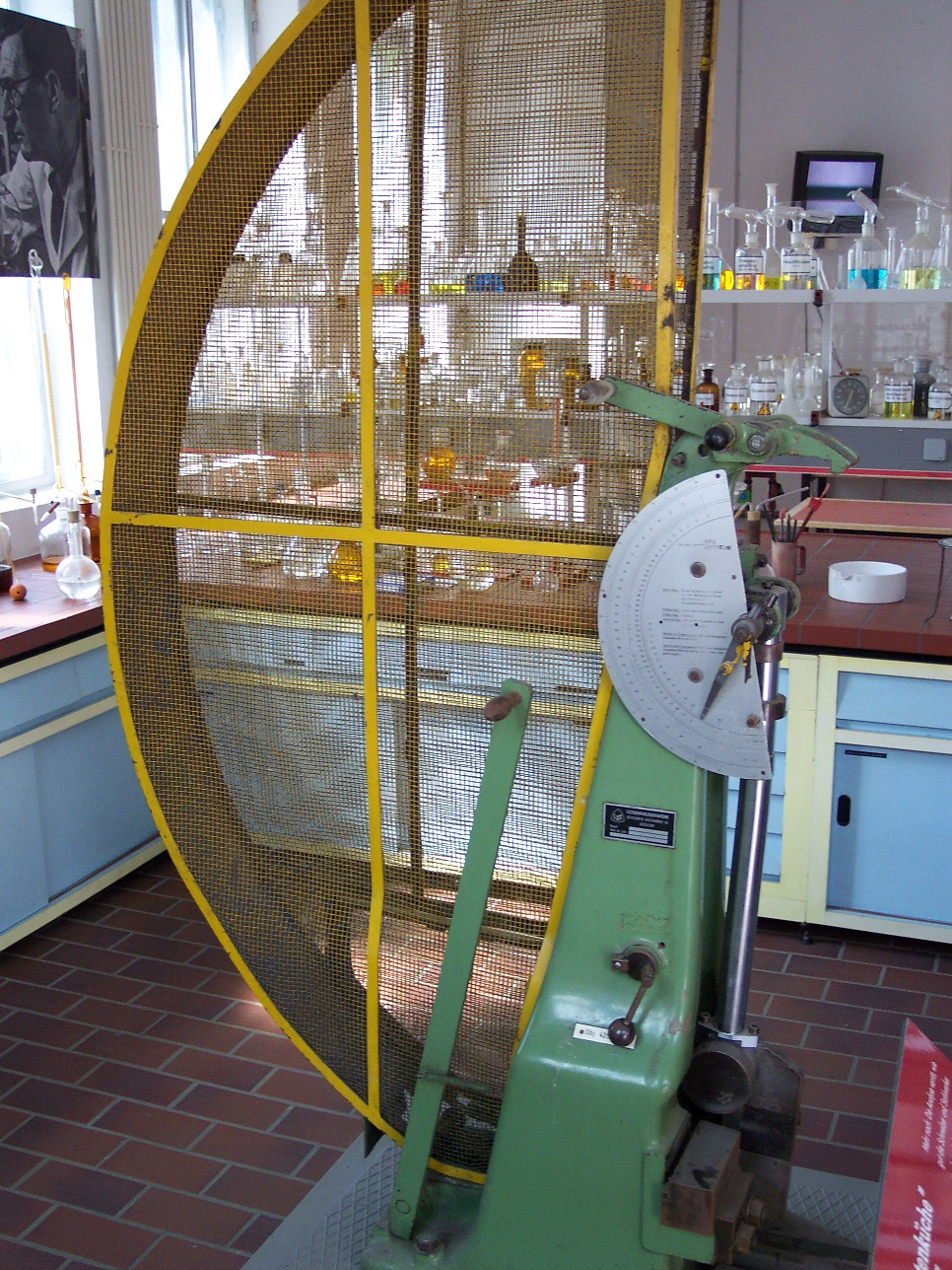
Testtoestel voor kerfslagproef. De hamer zwaait binnen de gele kooi.

De kerfslagproef is een gestandaardiseerde mechanische materiaalproef om gevoeligheid voor brosse breuk van een materiaal te voorspellen. Het wordt veel toegepast op staal en anderen metalen, maar ook op keramiek en kunststoffen.

Schematische weergave van de kerfslagproef.

Het bestaan van "bros breken" is ontdekt door de opkomst van het lassen in de jaren dertig. Verschillende constructies bleken, meestal in de winter, plotseling te breken, zoals de stalen brug bij Hasselt (1938). Het vreemde was, dat het staal dat in deze constructies was gebruikt, bij trekproeven goed was gebleken. Om brosse breuk van staalconstructies te voorkomen is een testmethode ontwikkeld: de kerfslagproef, ook wel bekend als de Charpy-proef. De kerfslagproef wordt gebruikt voor onderdelen die op stoot worden belast, zoals drijfstangen en drijfstangbouten, maar vooral voor staal waaraan gelast moet worden zoals staalconstructies en drukvaten en dan vooral bij lage ontwerptemperaturen. 

## Werking
In het Charpy meettoestel (genoemd naar de Franse wetenschapper Georges Charpy) wordt een vierkant staafje met een gekalibreerde zaagsnede geplaatst. De valhamer is het uiteinde van een pendel. 
De hamer valt eerst zonder teststuk vanaf zijn ruststand en zwaait op tot een bepaalde hoogte. Dit laat toe om het energieverlies door wrijving in de constructie te meten. Nadien plaatst men het proefstaafje in het pad van de hamer en wordt dit kapotgeslagen. De opzwaaihoogte zal minder zijn omdat het proefstaafje energie absorbeert tot het breekt. Op de meeste machines kan men dan de breukenergie aflezen in kilopondmeter. Hierna kan men de kerfslagwaarde bepalen. De kerfslagwaarde wordt gedefinieerd als de breukenergie per eenheid van dwarsdoorsnede van het proefstaafje ter hoogte van de kerf.
Als het materiaal te taai is, kan het zijn dat het proefstukje niet wordt doorgeslagen en is de gemeten waarde onbruikbaar. In dergelijke gevallen moet men een zwaardere hamer gebruiken. De taaiheid van staal is temperatuursafhankelijk en bijgevolg is het voor bijvoorbeeld toepassingen belangrijk om de kerfslagwaarde te kennen bij een welbepaalde temperatuur. In Europese normen zijn 4 temperaturen vastgelegd waarbij deze testen worden uitgevoerd: +20°, 0°C, -20° of -40°.
Door de test uit te voeren bij de temperatuur die overeenkomt met de gebruikstemperatuur voor de toepassing, weet men of het materiaal voldoende schokbestendig is of niet.